# Phyllodistomum conostomum
Phyllodistomum conostomum är en plattmaskart. Phyllodistomum conostomum ingår i släktet Phyllodistomum och familjen Gorgoderidae. Inga underarter finns listade i Catalogue of Life.